# Борщівка (Рівненський район)
Борщі́вка — село в Україні, у Рівненському районі Рівненської області. Населення становить 791 особу. Орган місцевого самоврядування — Малолюбашанська сільська рада.

## Географія
Розміщене за 5 км від м. Костопіль. Знаходиться на півдні Поліської низовини. Поверхня низовинна, плоскохвиляста. Навколо села знаходиться ліс, який виконує захисну функцію. Між лісом та селом протікає невеличка річечка, яка для села великої ролі не відіграє.

## Адміністративне підпорядкування
В кінці XVI століття є перша згадка про Борщівку, яка була у власності князів Заславських. В цей час село було населеним пунктом у межах Волинського воєводства Речі Посполитої. Наприкінці XVIII століття відбулися зміни в адміністративному устрої села. Борщівка стала адміністративною частиною міста Костопіль. В 1870 році село входило до Підлужненської волості. Наступною писемною згадкою про село є книга «Список населених міст Волинської губернії» за 1911 рік, де пишеться, що «Борщівка відноситься до Ровенського повіту Тучинської волості. Найближча залізнична станція м. Костопіль, поштова-Анноваль. Дворів селі 6, склад населення 67 чоловік». В 1921 році за Ризьким мирним договорем, наші землі увійшли до складу Волинського воєводства Польщі. В 1924—1939 рр. повна адміністративна адреса села: « gromada Borszczowka, gmina Kostopol, powiat Kostopol, wojewodztwo wolynskie». В 1939 році територія, де знаходиться село, увійшла до новоствореної Рівненської області в межах УРСР.

## Символи
Рішенням Малолюбашанської сільської ради № 211 від 18 листопада 2011 року затверджено символи села Борщівка.
Герб: розділений горизонтально на дві частини у співвідношенні 2:1. Верхня частина золотого кольору, на якій розміщено зображення Архангела Михаїла, у честь якого названо храм у селі. У нижній частині зеленого кольору зображено цебро срібного кольору, ознакаремесла, яким з давніх-давен займалися мешканці даного населеного пункту. Срібний колір—чиста вода, зелене поле-багатство лісових просторів, серед яких знаходиться село. Золотий колір-сільськогосподарський напрямок основної діяльності мешканців села. Герб обрамлений картушем, зверху увінчаний стилізованою короною, характерною для населеного пункту.
Прапор: квадратне полотнище розділене горизонтально на дві частини у співвідношенні 2:1. Елементи і кольори перенесені на хоругву у тому ж порядку і співвідношенні.

## Село у роки війни
В липні 1941 село було окуповане Німеччиною. Становище селян було дуже тяжким. Окупанти систематично грабували, забирали на примусові роботи до Німеччини. 14 січня 1944 року село було визволено від нацистів батальйоном 337-го стрілецького полку, яким командував Герой Радянського Союзу полковник Холбцев. Регулярним військам допомагали партизани під командуванням Малікова. На території даної місцевості діяли організації ОУН-УПА. В її лавах воювали також жителі села. Десятки родин як «вороги народу» були вивезені до Сибіру. На місці захоронення учасників УПА знаходиться пам'ятний знак.

## ВетераниРадянсько-німецької війни
Поліщук Володимир Якимович [Архівовано 21 липня 2015 у Wayback Machine.]
Народився в 1916 році в селі Борщівка , Костопільського району, Рівненської області.
4 травня 1944 року мобілізований на фронт. Рядовий. Воював в 356-й стрілецькій дивізії. 27 жовтня 1944 року тяжко поранений. 31 грудня 1944 року звільнений в запас в зв'язку з пораненням. Інвалід II групи Великої Вітчизняної війни.
Нагороджений: Орден «Орден Вітчизняної війни I ступеня»
Медаль
«За перемогу над Німеччиною в Великій Вітчизняній війні 1941—1945 рр.»
Ювілейна медаль
«Тридцять років Перемоги в Великій Вітчизняній війні 1941—1945 рр.»
«Сорок років Перемоги в Великій Вітчизняній війні 1941—1945 рр.»
«50 років Збройним Силам СРСР»
«60 років Збройним Силам СРСР»
«70 років Збройним Силам СРСР»
Пам'ятний знак «25 років Перемоги в Великій Вітчизняній війні»
Інформація надана донькою Поліщук Ганна.

## Створення колгоспу
В 1949 році радянська влада у примусовому порядку змусила селян записуватися в колгосп, який носив назву ім. Ворошилова. Його основою стало майно жителів села. З 1950 року колгоспне об'єднання називається «Ленінським шляхом». В 1994 році назва колгоспу змінилася на КСП «Хлібороб». В 2004 році колгосп припинив своє існування, майно та землю було розпайовано між членами колгоспу.

## Населення

### Мова
Розподіл населення за рідною мовою за даними перепису 2001 року:
| Мова       | Кількість | Відсоток |
| ---------- | --------- | -------- |
| українська | 791       | 100%     |

## Культура

### Борщівська публічно-шкільна бібліотека.
В 1939 році зародилися перші початки бібліотечної справи в селі Борщівка. Бібліотека розташовувалась в приміщенні школи. Пізніше книгозбірня знаходилася неподалік від села у будинку, де половину займав магазин, а другу хата-читальня. Першим бібліотекарем була Ільчук Леся. В 1957 році працювати стала Черненко Марія Опанасівна. Фонд бібліотеки нараховував 17 тисяч примірників. З роками мінялось обличчя села. В 1967 році розпочалося будівництво місцевого клубу, у якому розміщене сучасне приміщення книгозбірні. Черненко Марія пропрацювала 30 років і в 1988 році вийшла на заслужений відпочинок. З 1988 року бібліотекарем працювала Кондратюк Алла Володимирівна. В 1998 році було проведено реорганізацію бібліотечної системи: сільські бібліотеки були об'єднані з шкільними. Прийняла Борщівську публічно-шкільну бібліотеку Рахільчук Катерина Миколаївна. Фонд книгозбірні нараховує 9 тисяч примірників. В 2011 році бібліотека перемогла у конкурсі «Організація нових бібліотечних послуг з використанням вільного доступу до Інтернету» програми «Бібліоміст», яка реалізовується в рамках партнерства між Радою міжнародних наукових досліджень та обмінів (IREX), Агентством США з міжнародного розвитку (USAID) та Міністерством культури і туризму України і отримала 2 комп'ютери, принтер і сканер, а також доступ до Інтернету, який є безкоштовним для користувачів.

### Сільський клуб.
В 1946 році клуб було розміщено у сільській хатині. В 1948 році розібрали хату репресованої сім'ї і збудували клуб. Старе приміщення у первинному вигляді проіснувало до 1967 року. В 1967 році було побудовано типове для радянського періоду приміщення з танцювальним залом, кінобудкою та бібліотекою. Першою завідувачкою була Клавдія Ліванова, а за нею у різні роки: Філіпов Іван, Алексійчук Юрій, Клімова Ганна, Іванішин Дмитро, Алексійчук Ганна, Чупринський Петро, Цимбалюк Раїса, Дубар Ольга, Сайдаківська Ольга, Грипіч Володимир, Безнюк Марія, Супрунець Любов.
З 2001 року в сільському клубі працює Наталія Хлівнюк.

#### Народний ансамбль «Борщів'янка».
У 2003 році було створено аматорський народний ансамбль «Борщів'янка» (керівники Наталія Хлівнюк, Катерина Рахільчук), де зібралися люди, які люблять та шанують народну пісню.16 листопада 2006 році колективу було присвоєно звання «Народний». В репертуарі ансамблю українські, народні, повстанські, обрядові пісні, щедрівки, колядки, церковні піснеспіви. Ансамбль бере участь в найрізноманітніших конкурсах та фестивалях Рівненщини: VII Міжнародному молодіжному фестивалі традиційної народної культури «Древлянські джерела», обласному фестивалі повстанської пісні «Повстанські ночі». Неодноразово був учасником фольклорних свят «Жнива», «Косовиця», що проходили вНаціональному музеї народної архітектури та побуту України в с. Пирогово на Київщині, XIV різдвяному фестивалі «Велика Коляда»(М.Львів), телевізійному проєкті «Фольк-music» (м. Київ).

## Відомі люди

### Народились
- Венедикт (Алексійчук) — єпископ Української Греко-Католицької Церкви, колишній ієромонах Студійського уставу (приналежний до Святоуспенської Унівської лаври); 20 квітня 2017 року призначений правлячим архиєреєм єпархії Святого Миколая з осідком у Чикаго.